# Станислав Станчев
Станислав Станчев – Бебето е български художник

## Биография и творчество
Станислав Станчев е роден на 2 декември 1967 година в Златоград. Завършва художествената гимназия в Смолян със специалност „Художествен текстил“. След това продължава образованието си в Свободна академия „Жул Паскин“ със специалност „Моден дизайн“ (в курса на Мария Блажева). Не членува в творчески и други съюзи и организации. Носител е на наградата на Галерия „Макта“ и министерството на културата „Златно перо“ за 2017 година. Награждаван е от академията за мода през 1996 г. в НДК със специалната награда на ревю за пролетно-лятна и есенно-зимна колекция. Работи в областта на живописта, скулптурата, текстила, графиката и много други приложни жанрове. От 2004 г. разработва свой собствен стил и прави изследвания в областта на цветните дървени релефи и пластики, които няма аналог в света. Има над 20 самостоятелни изложби и много участия във вернисажи, пленери в Украйна, България, Турция. Негови картини са притежания на Смолянската художествена галерия, частни колекции в България, Япония, САЩ, Канада, Австрия, Турция, Гърция, Франция, Великобритания, Мексико, Бразилия, Аржентина и др.
От 2002 г. работи и в областта на архитектурния дизайн, реставрира старинни сгради, като добавя модерни елементи към интериора и екстериора им.
Станислав Станчев е член на Съюза на българските художници, както и на International association of Art IAA /UNESCO/.